# Bashkim Shehu
Bashkim Shehu, (n. 22 iunie 1955, la Tirana) este un scriitor de limbă albaneză. El trăiește în Barcelona în Spania

## Biografie
Din 1975 până în 1980, Bashkim Shehu continuă să studieze literele la Universitatea din Tirana, iar apoi a lucrat ca scenarist la Studioul de cinema național.
În timp, familia lui este o parte din cele mai înalte eșaloane ale puterii albanezi. Tatăl lui Mehmet Shehu ca prim-ministru al poporului Republicii socialiste Albania este succesorul presupune dictatorul Enver Hoxha. Această situație privilegiată permite și de la fiul, Bashkim Shehu, viitorul scriitor, pentru a avea acces la mai multe textele interzise. El are, din tinerețea lui, posibilitatea de a descoperi și de a citi în edițiile occidentale o mulțime de cărți de autori străini, în mod normal, cenzurat. De exemplu, Franz Kafka , pe care a descoperit-o la vârsta în care unul încearcă să sfideze autoritatea părintească. Îi place să citească. Și de la sine, trezește dorința de a scrie. El a publicat primele sale povestiri, în 1977.
Cu toate acestea, în toamna anului 1981, din cauza de paranoia dictatorului, prim-ministrul Mehmet Shehu este suspectat de a fi un " agent multiple la serviciul de străini." Pe 17 decembrie 1981, a fost găsit mort în camera lui. În 1982, Bashkim Shehu este condamnat la zece ani de închisoare pentru propagandă subversivă. În 1989, această pedeapsă este extins pentru 8 ani. A fost eliberat în cele din urmă, în 1991, după căderea regimului comunist.
Privind eliberarea sa din închisoare, el reconstruiește-l pentru un timp ca un scenarist de la Studio, cinema național, și apoi a plecat din Albania la Budapesta, unde își continuă studiile de Sociologie din 1993 până în 1995 la Institutul de Sociologie laUniversitatea din Budapesta. Apoi,înapoi la Tirana, a campaniilor pentru drepturile omului în cadrul Comitetului Helsinki.
În 1997, el a plecat în exil în Barcelona , unde este primit ca un Oraș-refugiu.
Din 1997, el trăiește în Barcelona. El are patru copii.
După ce a lucrat pentru Parlamentul de scriitori internaționale și pentru zece ani pentru CCCB (Centrul de Cultura Contemporana Barcelona), în prezent lucrează free-lance. El scrie. El a tradus, sau co-traduse în albaneză-cu prietena lui Edlira Hoxholli engleză, franceză, spaniolă și catalană autori precum Roberto Bolaño, Zygmunt Bauman, Hannah Arendt, Jaume Cabré, George Steiner, etc, și participă în diverse proiecte culturale.
El publică în mod regulat și lucrările sale sunt traduse în mai multe limbi.

## Funcționează în albaneză
- Rrugëtimi i mbramë i Ago Ymerit (ultima călătorie din Urmă Ymeri), roman, Buzuku, Tirana, 1995 ISBN: 86-7785-025-2
- Rrethi (cerc), roman, Pristina, 2000, Tirana, 2002
- Orfeu në Zululandën e Re (Orfeu în Noul Zululand), roman, Tirana, 2003
- Udhëkryqi dhe humnerat (La răscruce de drumuri și abis), un roman, Tirana, 2003
- Gjarpri dhe heronj të tjerë (șarpele și alți eroi), un roman, Tirana, 2004
- Angelus Novus (Angelus Novus), un roman, Tirana, Toena, 2005 ISBN: 978-99943-1-036-4
- Hija e gurit (umbra de piatră), povestiri, Tirana, Toena, 2006 ISBN: 99943-1-068-2
- Mozart, me vonesë (Mozart cu întârziere), un roman, Tirana, Toena, 2009 ISBN: 978-99943-1-506-2
- Loja, shembja e qiellit (joc, care se încadrează din cer)[2],roman, Tirana, Toena, 2013 ISBN: 978-99943-1-881-0
- Fjalor udhëzues për misterin e dosjeve (Dicționar ghid pentru misterul de dosare), roman, Tirana, Toena, 2015 ISBN: 978-99943-1-950-3

## Lucrări traduse în lingua romana
- Angelus Novus (2010, traducator Kopi Kyçyku)

## Distincții
La sfârșitul anului 2013, cartea Loja, shembja e qiellit este ales ca cel mai bun proză a anului de către juriul premiului La Zef Pllumi, cea de-a doua ediție a premiul literar al orașului Shëngjin în Albania.

## Anexe

### Articole Legate De
- Literatura Albaneză